# ایگون ایرمان
ایگون ایرمان (انگلیسی: Egon Eiermann; ۲۹ سپتامبر ۱۹۰۴ – ۱۹ ژوئیهٔ ۱۹۷۰) معمار، استاد دانشگاه، و طراح اهل آلمان بود.